# Elleanthus hirtzii
Elleanthus hirtzii är en orkidéart som beskrevs av Dodson. Elleanthus hirtzii ingår i släktet Elleanthus och familjen orkidéer. Inga underarter finns listade i Catalogue of Life.